# حصن العمودي (الباحة)
حصن العمودي، يعتبر من الحصون الواقعة في الجهة الشمالية من وادي بيدة بمنطقة الباحة.

## بناء الحصن
بني الحصن على نتوء بسيط في سطح الأرض، وتبلغ مساحته من الشمال إلى الجنوب 585م، ومن الشرق إلى الغرب 6,10 ، ويبلغ أرتفاعه 14م، وتقل مساحته كلما أرتفع البناء، والواجهة الشمالية للحصن هي الواجهة الرئيسية إذ تحتوي على الباب الرئيس الذي يبلغ أرتفاعه 1،70م وعرضه 90سم، وعتبته العلوية الخشبية، أما غمامته من الحجر ذي اللون المائل للأزرق متزين بالرسومات، ويوجد في الواجهة أبراج حربية وواحدة في الطابق الثاني، وأخرى في الطابق الثالث الذي تعتبر أكثر اتساعاً من الأولى، وأما الواجهتان الغربية والجنوبية فالبناء فيهما يستمر من أسفل الحصن إلى أعلاه دون أية عناصر معمارية تُذكر، والواجهة الشرقية يوجد فيها نافذة مراقبة مساحتها 70×70 سم في الطابق الثالث، وفوق النافذة غمامة ذات شكل هرمي، وفي جانبي النافذة درج يؤدي إلى السطح العلوي إذ يعتبر الوسيلة الوحيدة للصعود إلى قمة الحصن.

## تخطيط الحصن الداخلي
يحتوي الحصن على أربعة طوابق، وهي كالآتي: 
- الطابق الأرضي يتكون من غرفتين، الغرفة الشرقية عرضها 3،40م وطولها 4،85م، ويوجد في هذه الغرفة مكان لوضع أعلاف الدواب، أما الغرفة الغربية فعرضها 1،90م وطولها 4،83م يفصل ما بين الغرفتين جدار يبلغ عرضه 60 سم وطوله 4،67م، وهو مبني من الأحجار التي يعتمد عليها بناء سقف الطابف العلوي، ويتصل الطابق الأرضي بالعلوي بواسطة درج مبني من الأحجار والخشب ثُبت في الجهة الغربية الشمالية.
- الطوابق الأول والثاني والثالث فقد بُني كل منها على مساحة مربعة الشكل، ويحمل كل سقف منها عمود من الخشب يقف في منتصف كل طابق، وبعتبر الطابقان الأول والثاني مكانا خصصا لتخزين الحبوب والأعلاف أما الطابق الثالث فقد خُصص للمراقبة لاحتوائه على برج حربي ونافذة مراقبة ومكان لوضع بعض المستلزمات الزراعية، وقد سُقف طابق الحصن بخشب العرعر، حيث وُضعت الأغصان الصغيرة بين الأخشاب وتغطيتها بالتربة.[3]

## انظر ايضاً
- الباحة
- طريق الفيل

## وصلات خارجية
- الباحة.. شواهد حية تحكي قصة المكان.
- حصون الباحة الأثرية تتصدى ل «تعرية الزمن».